# سفنتين
سفنتين ((هانغل: 세븐틴))، تكتب SEVENTEEN أو SVT، هي فرقة فتيان كورية جنوبية شكلتها بليديس إنترتينمينت في عام 2015. تتكون الفرقة من ثلاثة عشر عضوا منفصلين إلى ثلاث وحدات مختلفة متخصصة: "وحدة الهيب هوب، "وحدة الغناء"، "وحدة الأداء". وأصدروا ألبومين سجلوهما في الإستديو وخمس أسطونات مطولة.

## الأعضاء

### وحدة الهيب هوب
- S.Coups ((هانغل: 에스쿱스)) وُلد تشوي سينغتشول ((هانغل: 최승철)) في في دايغو، كوريا الجنوبية. هو قائد الفرقة كلها، ووحدة الهيب هوب، وهو مغني راب رئيسي.[1]
- وونوو؛ Wonwoo وُلد Jeon Wonwoo ((هانغل: 전원우)) في في تشانغوون، غيونغسانغ نام دو، كوريا الجنوبية. هو مغني راب ثانوي.
- مينغيو؛ Mingyu' وُلد كيم مينغيو ((هانغل: 김민규)) في في أنيانغ، غيونغي دو، كوريا الجنوبية. هو مغني راب ثانوي.[2]
- فيرنون؛ Vernon' ((هانغل: 버논)) وُلد هانسول فيرنون تشوي  ((هانغل: 최한솔)) في في نيويورك، الولايات المتحدة. هو مغني راب رئيسي.[3]

### وحدة الغناء
- ووزي؛ Woozi ((هانغل: 우지)) وُلد ليجيهون le jihoon ((هانغل: 이지훈)) في في بوسان، كوريا الجنوبية. هو قائد وحدة الغناء، وهو مغني رئيسي ومنتج غاني سفنتين.[4]
- جونغهان؛ Jeonghan وُلد Yoon Jeonghan ((هانغل: 윤정한)) في في سول، كوريا الجنوبية. هو مغني ثانوي.[5]
- جوشوا؛ Joshua ((هانغل: 조슈아)) وُلد Joshua Jisoo Hong هونق جيسو[6] ((هانغل: 홍지수)) في في لوس أنجلوس، كاليفورنيا، الولايات المتحدة. هو مغني ثانوي.[7]
- DK، يعرف أيضا باسم Dokyeom, ((هانغل: 도겸)) وُلد لي سوكمين ((هانغل: 이석민)) في في يونغين، غيونغي دو، كوريا الجنوبية. هو مغني رئيسي.[8]
- Seungkwan وُلد بو سيونغ كوان ((هانغل: 부승관)) في في جيجو، جيجو دو، كوريا الجنوبية. هو مغني رئيسي.[9]

### وحدة الأداء
- هوشي؛ Hoshi ((هانغل: 호시)) وُلد Kwon Soonyoung كون سونيونق ((هانغل: 권순영)) في في ناميانغجو، غيونغي دو، كوريا الجنوبية. هو قائد وحدة الأداء الفني، وهو مغني، وراقص ومؤلف رقصات سفنتين جميعها.[10]
- جون؛ Jun ((هانغل: 준)) وُلد وين جونهوي (بالصينية: 文俊辉) في في شنجن، غوانغدونغ، الصين.هو مغني، راقص.[11]
- ذا_أيت؛ The8 ((هانغل: 디에잇)) وُلد شو مينغهاو ((بالصينية: 徐明浩)) في في آنشان، لياونينغ، الصين.هو راقص، ومغني، ورابر.[12]
- دينو؛ Dino وُلد لي تشان ((هانغل: 이찬)) في في إكسان، جولا بوك دو، كوريا الجنوبية.هو مغني راب ثانوي، راقص، ماكني الفرقة.[13]

## وصلات خارجية
- سفنتين على موقع IMDb (الإنجليزية)
- سفنتين على موقع ميوزك برينز (الإنجليزية)
- سفنتين على موقع ميوزك برينز (الإنجليزية)
- سفنتين على موقع ميوزك برينز (الإنجليزية)
- سفنتين على موقع ميوزك برينز (الإنجليزية)
- سفنتين على موقع أول ميوزيك (الإنجليزية)
- سفنتين على موقع ديسكوغز (الإنجليزية)

- الموقع الرسمي